# Huissen

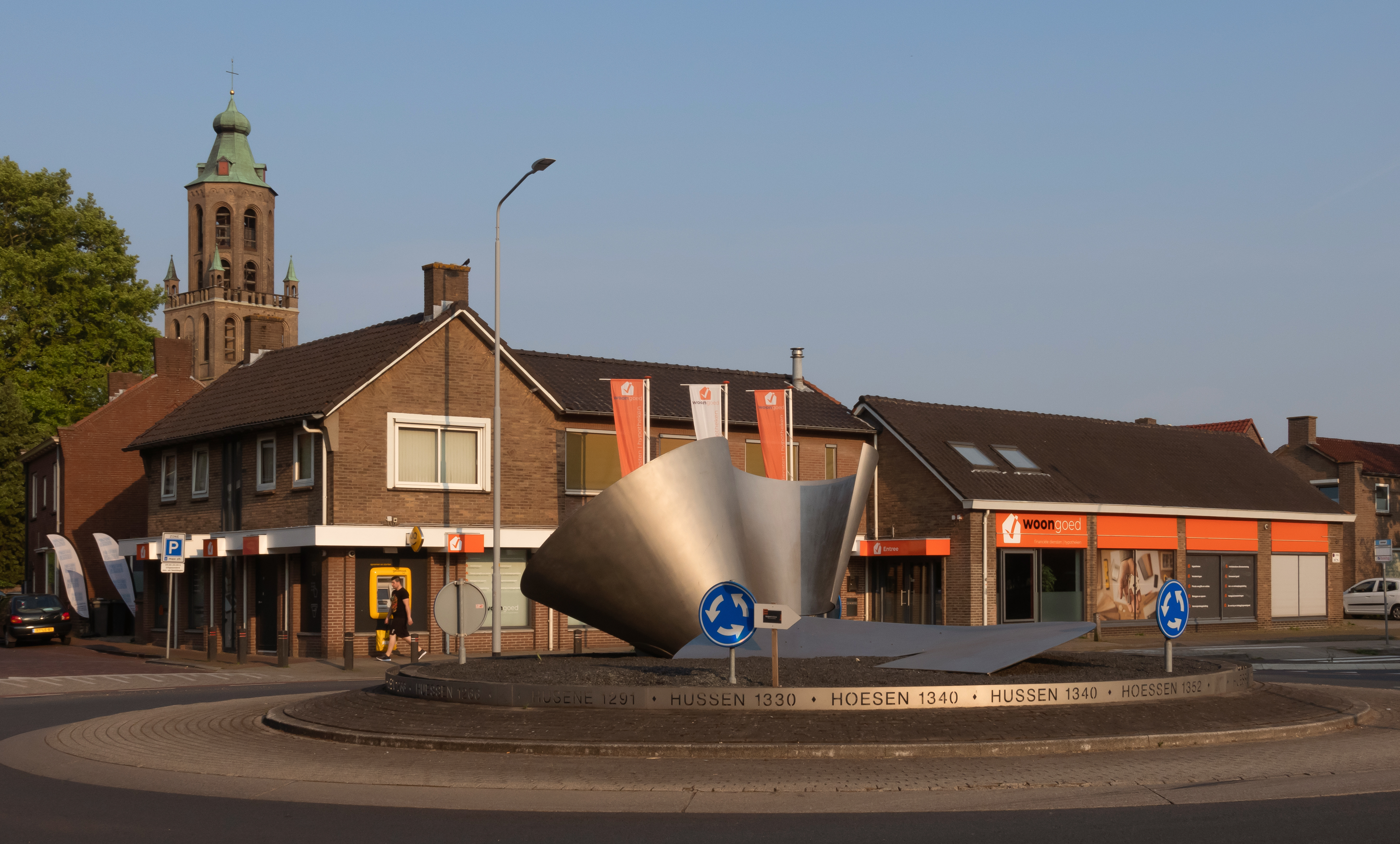
Sculptuur van de geschiedenis van Huissen

Huissen (uitspraak: [ˈɦysə(n)]; 'Húússun') of in het Huissens (Zuid-Gelders) dialect Huusse is een stad en voormalige gemeente in de gemeente Lingewaard. De plaats heeft 19.725 inwoners (2023), waarmee het de grootste kern van de gemeente Lingewaard is. Huissen verkreeg op zijn laatst stadsrechten in het jaar 1314. Het wapendier en symbool van Huissen is een zwaan. De zwaan is afgebeeld op het wapen en de vlag van de stad.

## Toponymie
De eerste vermelding van de naam Huissen is gevonden in 814 als Hosenhym. De naam is daarna geëvolueerd via o.a. Heuschenheim, Heuschen, Huessen tot Huissen. In geschreven teksten zijn verschillende varianten opgenomen.

## Geschiedenis
Archeologisch onderzoek heeft bewoning in Huissen aangetoond vanaf de ijzertijd. Een nederzetting bestond in de Romeinse tijd aan de Limes. Vanaf dat moment was sprake van spaarzame bewoning in Huissen. In de negende eeuw wordt het gebied gekerstend. Een dorpje ontstond (in 814) vermeld als Hosenhym met een eerste (houten) kerk. In de tiende eeuw ontstonden versterkingen.

### Deel van Kleef

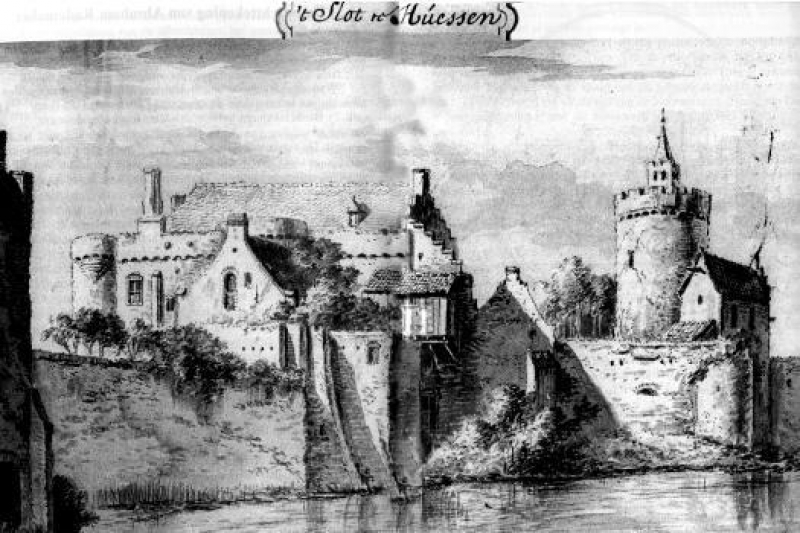
Het Slot te Huissen

In ieder geval vanaf 1242 was Huissen (op dat moment Heuschenheim genoemd) in handen van het graafschap Kleef. De Kleefse graven richtten een tol in aan de Rijn, en stichtten een burcht (ook wel Slot of Kasteel te Huissen genoemd). Volgens de volksoverlevering werd de houten kerk in het begin van de veertiende eeuw bij een dijkdoorbraak verzwolgen. Vanaf 1310 ontstond een nieuwe nederzetting tussen het tolhuis aan de (huidige) markt en de burcht. Een nieuwe kerk werd in 1313 gebouwd op de plaats van de huidige katholieke kerk en het stratenpatroon van het huidige centrum ontstond. Bekend is dat Huissen op zijn laatst in 1314 stadsrechten kreeg. Het stadje had een omwalling, waarschijnlijk eerst van aarde, later stadsmuren met drie poorten en een gracht en werd daardoor ruimtelijk van de omgeving gescheiden.
Huissen was een twistappel tussen Kleef en Gelre. In 1502 probeerde Karel van Gelre Huissen te veroveren. Na een belegering van ruim een maand werden de Gelderse troepen door Kleefse troepen verslagen. Dit wordt het beleg en ontzet van Huissen genoemd.
In de Tachtigjarige Oorlog werd het omliggende Gelre vanaf 1579 als deel van de Nederlanden protestant. Huissen en het nabijgelegen dorp Malburgen bleven (evenals de Liemers) tot het hertogdom Kleef behoren. Huissen werd daardoor een katholieke enclave. Veel katholieken uit de wijde omgeving gingen daarom toen in Huissen naar de kerk, waardoor de omgeving overwegend katholiek bleef.

### Deel van Brandenburg en Pruisen
Na het overlijden van hertog Johan Willem van Kleef in 1609 volgde de Gulik-Kleefse Successieoorlog. Uiteindelijk ging Huissen met het hertogdom Kleef in 1614 naar het protestantse Keurvorstendom Brandenburg, in 1701 voortgezet door het Koninkrijk Pruisen. Hoewel Brandenburg en Pruisen protestantse staten waren, bleef Huissen voornamelijk katholiek.
In het begin van de achttiende eeuw was de burcht bouwvallig geworden. Dit leidde in 1722 tot de verkoop en de sloop van de burcht.
Begin 1795 werd Huissen veroverd door de Fransen. Zij bleven drie maanden en daarna werd de stad weer overgedragen aan Pruisen. In 1806 moest Pruisen het Hertogdom Kleef rechts van de Rijn overdragen aan het Groothertogdom Berg, een Franse satellietstaat. Dat is van korte duur, want in 1808 werd Huissen deel van het Koninkrijk Holland. In 1810 werd Huissen met Holland deel van Frankrijk. Eind 1813, na de Franse nederlaag, werd Huissen met Malburgen teruggegeven aan Pruisen. Dat was echter van korte duur.

### Deel van Nederland
Na het Congres van Wenen werd Huissen op 1 juni 1816 door Pruisen overgedragen aan Nederland. Later in de negentiende eeuw ontwikkelde Huissen zich tot een tuinbouwcentrum. Huissen bleef katholiek en de katholieke sociale beweging speelde een grote rol. Met de bouw van een kerk in Huissen-Zand ontstond een tweede kern.
Huissen is zwaar getroffen in de Tweede Wereldoorlog. Na een brandbombardement in mei 1943 volgden nog een aantal andere bombardementen (tijdens en na de Slag om Arnhem in 1944) waarbij veel van het oude Huissen werd verwoest. Door het oorlogsgeweld kwamen meer dan 200 mensen om het leven, waardoor het relatief een van de zwaarder getroffen plaatsen is. Zowel de beide katholieke kerken als de protestantse kerk werden verwoest, het klooster bleef gespaard. Ook veel glastuinbouw werd vernietigd. In het najaar werd Huissen geëvacueerd. Pas na de bevrijding konden de Huissenaren terugkeren.
Vanaf 1945 werd de wederopbouw opgepakt. In 1966 werd na lang verzet de buurtschap Malburgen alsmede de Koningspleij (aan de overzijde van de Nederrijn; waar de IJssel zich afsplitst) door Arnhem met instemming van de gemeenteraad geannexeerd. Vanaf de jaren zeventig van de 20e eeuw worden er verschillende uitbreidingswijken van gebouwd waaronder vanaf 1971 de Zilverkamp en later het Binnenveld en Loovelden. Dit leidt tot een grote uitbreiding van de bevolking, waardoor ook het karakter van Huissen veranderde van katholieke plattelandsstad tot forensenstad. Huissen verloor de status van zelfstandige gemeente op 1 januari 2001. De gemeente Huissen fuseerde toen vrijwillig met de (voormalige) gemeentes Bemmel en Gendt. De fusiegemeente kreeg uiteindelijk de naam Lingewaard.

## Geografie

### Ligging
Huissen ligt in het  oosten van Nederland in de provincie Gelderland en daarbinnen in de landstreek Over-Betuwe in het gebied tussen Arnhem en Nijmegen.
Huissen is gelegen aan twee rivieren: de Nederrijn (aan de oostkant) en de Linge (in het meest zuidelijkste deel). Fysisch-geografisch gezien ligt Huissen in het Nederlandse rivierlandschap van de Betuwe. In het noorden vormt de Huissensedijk de grens met Arnhem. Ten oosten van de bebouwde kom liggen uiterwaarden van de Nederrijn, die grotendeels onderdeel zijn van de Gelderse Poort. In dit uiterwaardengebied ligt ook het industriegebied Looveer. Hier gaat de veerpont Het Looveer naar de overkant van de Nederrijn, de Liemers. Aan deze kant (de rechterkant) van de rivier ligt een kleine strook van uiterwaardengebied, de Middenwaard, dat ook bij Huissen hoort.
Hoewel Huissen door de ligging tussen Arnhem en Nijmegen momenteel vooral een forensenstad met veel nieuwbouwwijken is, speelt de historisch belangrijke (glas)tuinbouw van de stad nog steeds een grote rol. Vooral het aangrenzende Bergerden (NEXTgarden) is momenteel een groot en belangrijk ontwikkelingsgebied voor de tuinbouw.

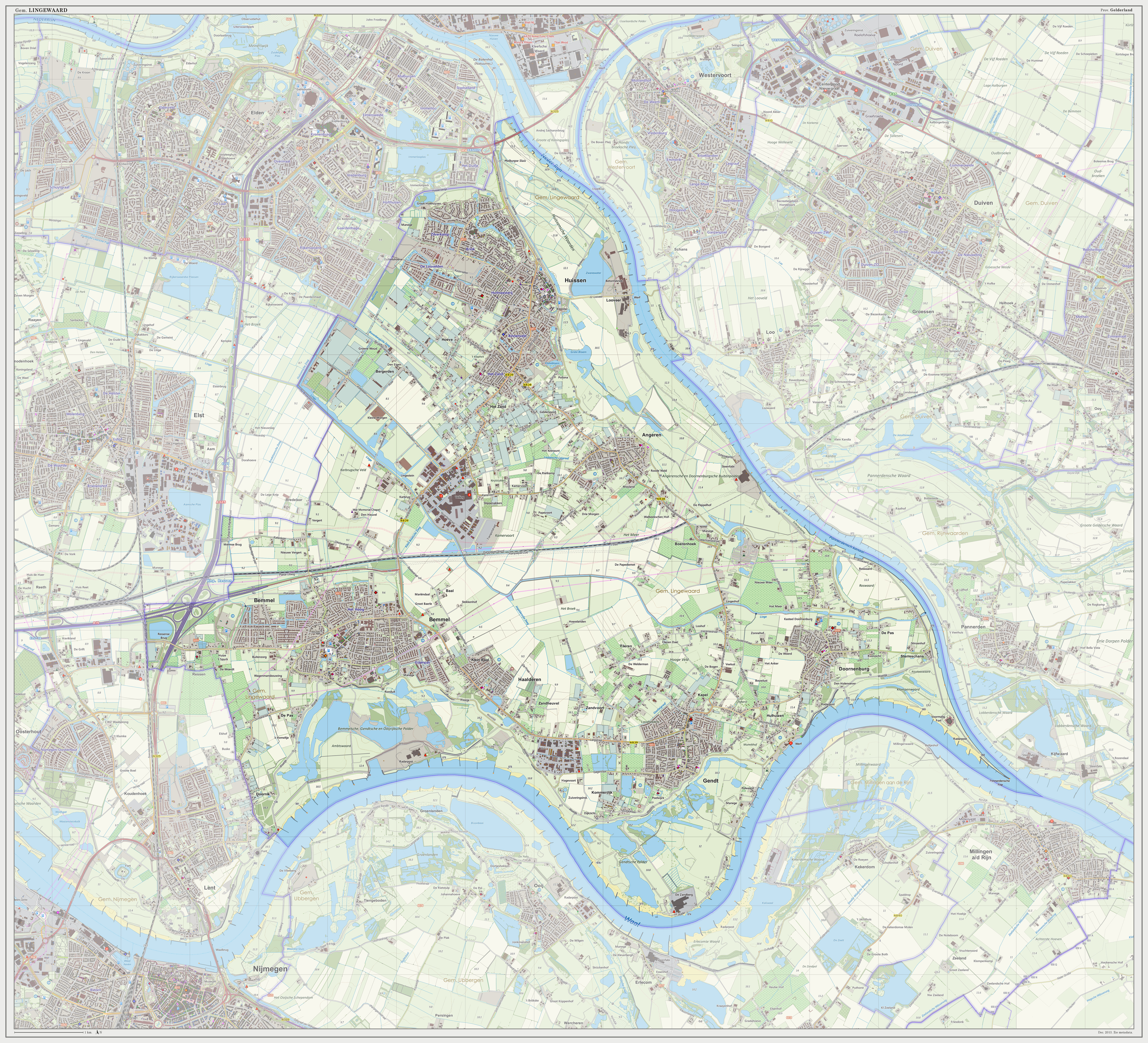
Huissen in het noorden van Lingewaard
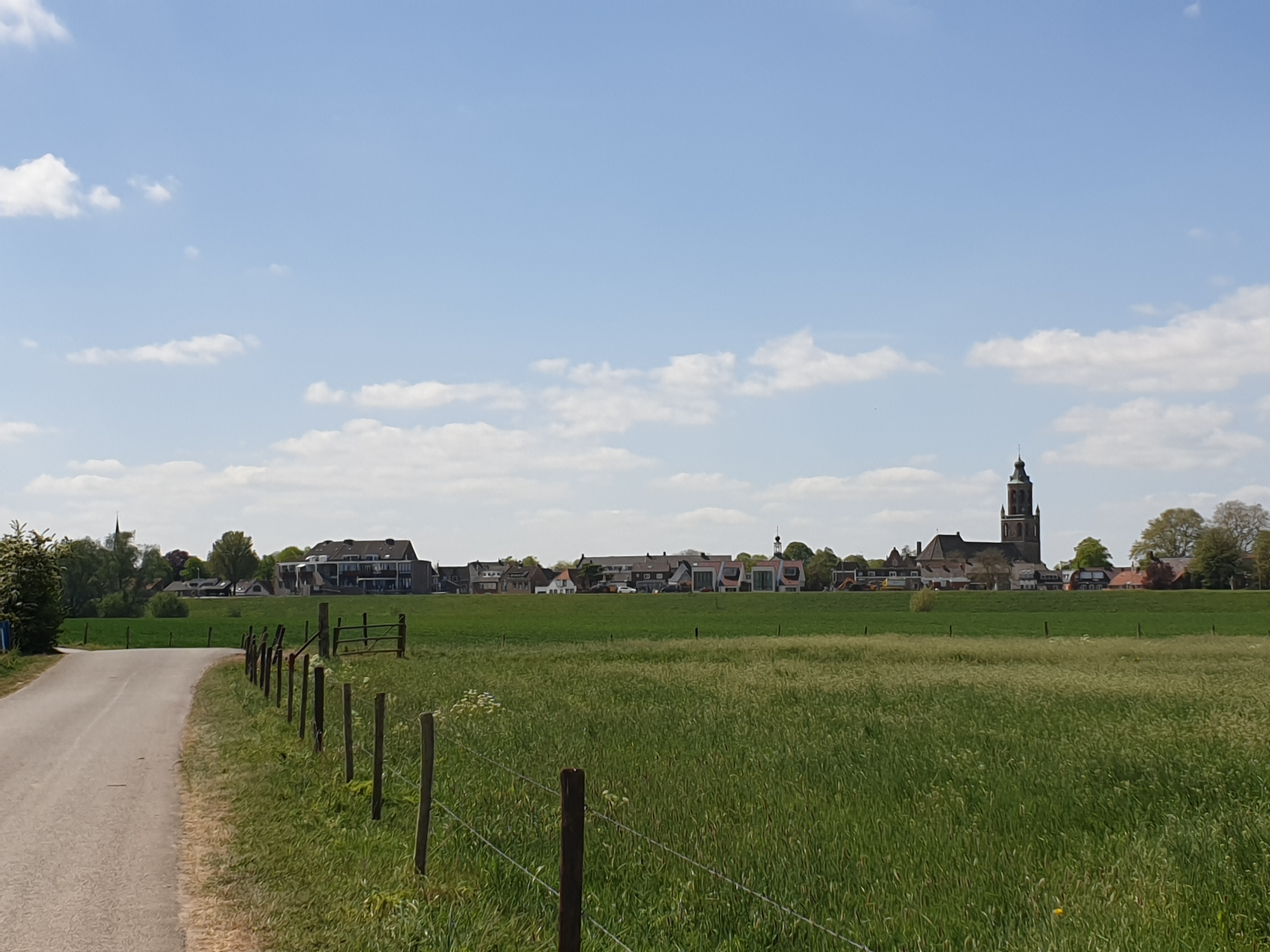
Gezicht op Huissen vanaf de uiterwaarden
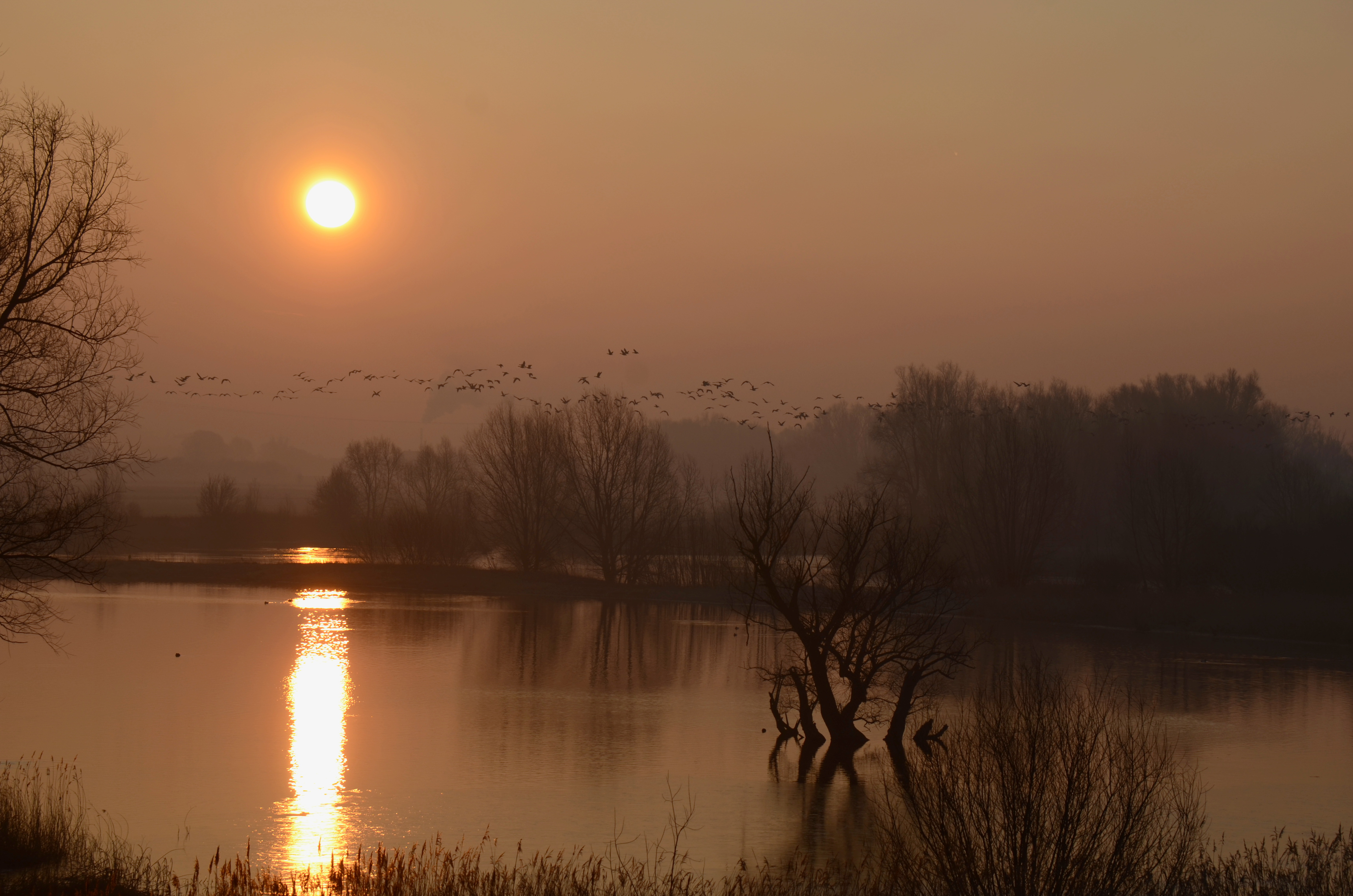
Zonsopkomst in de uiterwaarden van de Nederrijn bij Huissen
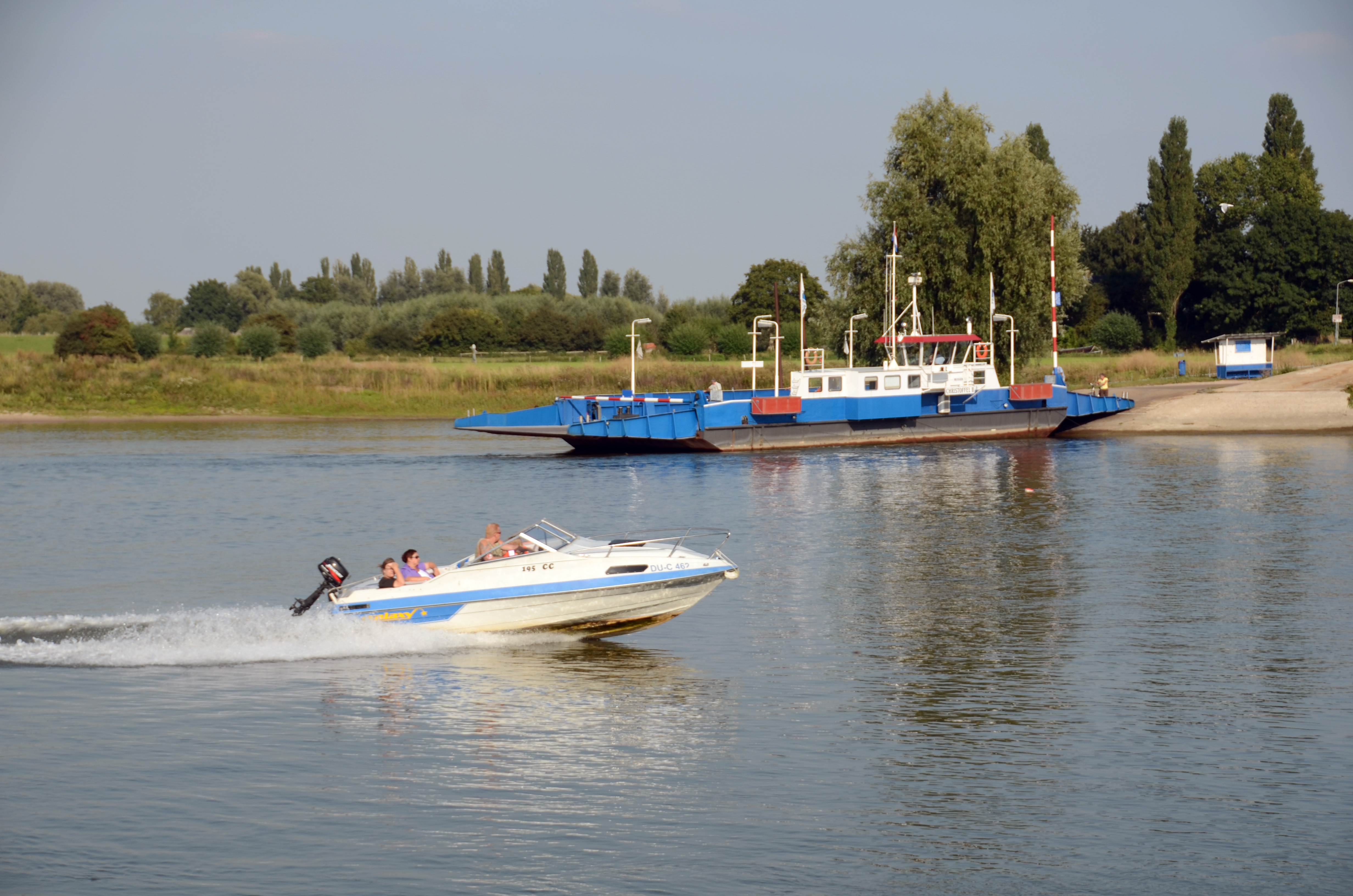
Waterverkeer op de Nederrijn bij Huissen (veerpont en motorboot)
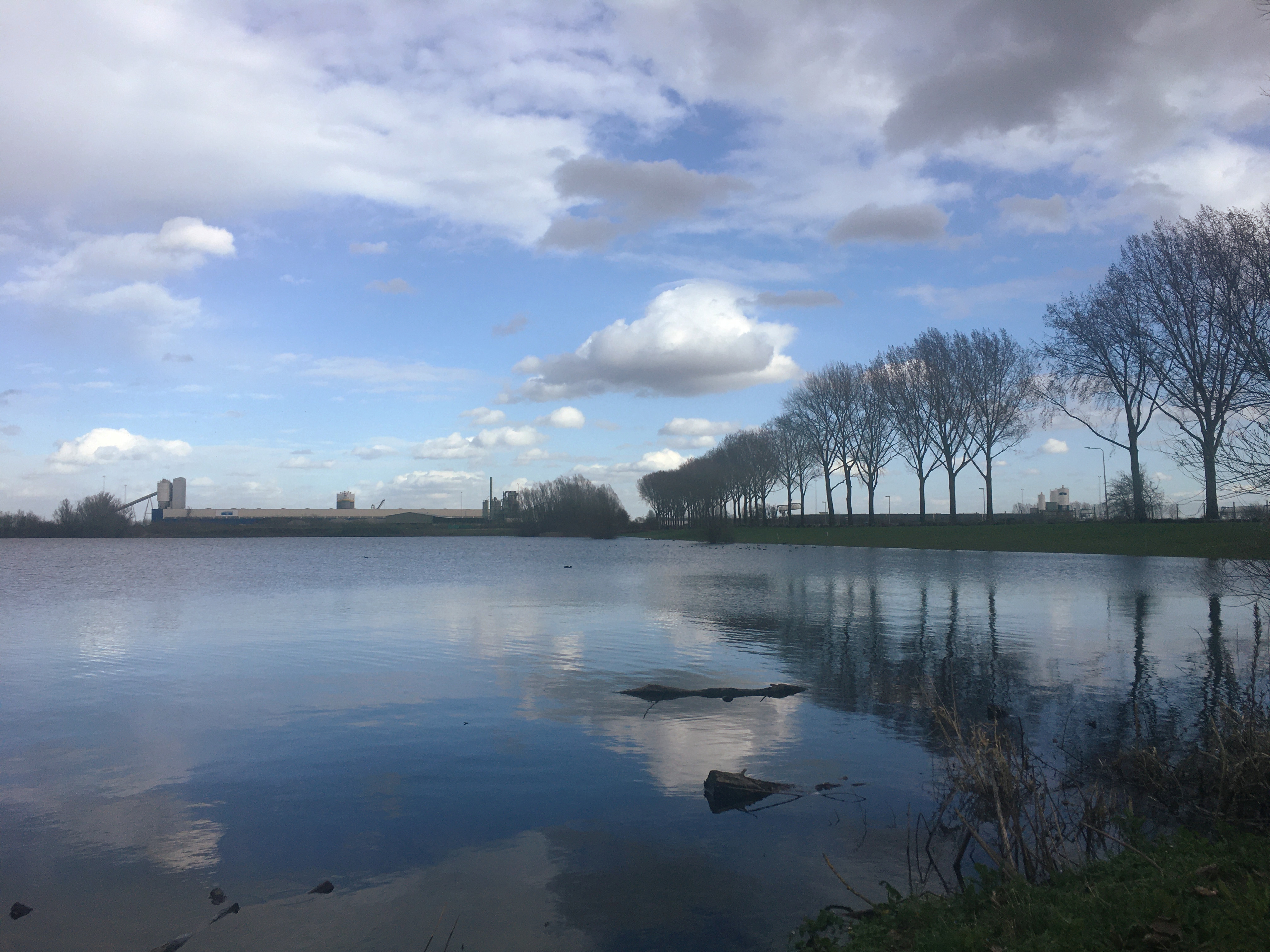
Het Zwanewater; een groot open water in de uiterwaarden

### Stadsbeeld
De bebouwde kom van Huissen is ruwweg in te delen in vier verschillende delen: Huissen-Stad, (de buurtschap) Het Zand, ook bekend als Huissen-Zand, met de buurtschap Hoeve, de Zilverkamp en Loovelden.
Met Huissen-Stad wordt het centrum, letterlijk de oude "stad" Huissen, en enkele aangrenzende uitbreidingswijken bedoeld. Karakteristiek aan het oude centrum zijn vooral de markt en twee winkelstraten en een ruim aanbod aan eetgelegenheden, cafés en terrassen. Het winkelaanbod is vooral op de lokale consumenten gericht en wordt beïnvloed door de aanwezigheid van het ruime winkelaanbod in Arnhem. Door bombardementen uit de Tweede Wereldoorlog is het aantal historische gebouwen in het centrum gering. De 'skyline' wordt bepaald door de naoorlogse parochiekerk en een toenemend aantal appartementsgebouwen.
Het Zand is een tweede aangrenzende kern van Huissen (ten zuiden van Huissen-Stad), die vooral ontstaan is en bekend is vanwege de tuinbouw. In de jaren zeventig van de 20e eeuw ontstond in het noordwesten van Huissen de buurt de Zilverkamp, die loopt tot aan Park Holthuizen in het noorden. Deze wijk kent een bij de aanleg vernieuwende indeling die gekenmerkt wordt door de vele hofjes en vertakkingen van wegen en een langgerekt park in het oosten van de wijk. Na enkele kleinere nieuwbouwwijken is sinds het begin van de 21e eeuw ten zuiden van de Zilverkamp de nieuwbouwwijk Loovelden (grotendeels) aangelegd.
Tussen Huissen-Stad en Huissen-Zand is sprake van inbreidingswijken. In het zuiden van de Huissen (richting de rivier de Linge) bevindt zich het industrieterrein Pannenhuis, dat toegang geeft tot een grote voormalige veiling en tot het agropark Bergerden (NEXTgarden), dat deels tot Bemmel wordt gerekend.

## Onderwijs
De eerste school in Huissen werd gesticht in 1492 vanuit de kerk. Het lager onderwijs werd in het begin van de twintigste eeuw aangevuld met lager beroepsonderwijs. Huissen heeft op dit moment vijf basisscholen/integrale kindscentra, waarvan drie katholiek, een algemeen-bijzonder/openbaar en een protestant-christelijk. Daarnaast is er een school voor voortgezet onderwijs (vmbo), het Over Betuwe College en een vestiging van het ROC A12, een school voor middelbaar beroepsonderwijs.
Voor opleidingen op havo- en vwo-niveau wordt veelal gebruik gemaakt van onderwijsinstellingen in Arnhem en Bemmel. Vanuit Huissen zijn met een directe busverbinding (lijn 300) de Radboud Universiteit en de HAN University of Applied Sciences in Nijmegen bereikbaar.

## Godsdienst
De reformatie kreeg in Huissen weinig aanhang. Als Kleefse enclave had Huissen geloofsvrijheid, waardoor het katholiek bleef. Dit leidde ertoe dat Huissen voor katholieken uit de wijde omgeving de plaats was om naar de kerk te gaan. Uit die tijd dateert de sacramentsprocessie Umdracht, die nog elk jaar plaatsvindt. De grootste kerkgemeenschap in Huissen is de katholieke kerk en Huissen was lang een bolwerk van het Rijke Roomse Leven. Huissen behoort binnen het aartsbisdom Utrecht tot de parochie H. Maria Magdalena, die voor de eucharistie de stadskerk, de O.L.V. ten Hemelopneming, heeft aangewezen. De tweede kerk, de Zandse kerk, is inmiddels aan de eredienst onttrokken. Daarnaast bestaat in Huissen het Dominicanenklooster Huissen. Tussen 1448 en 1812 kende Huissen het Sint-Elisabethsconvent,tussen 1866 en 1965 het Sint-Elisabethklooster en tussen 1965 en 1988 het Klooster Nazareth, kloosters van de Franciscanessen. Voor de kleine protestantse gemeenschap bestaat de kerk van de Protestantse Gemeente Huissen.

Godsdienst in Huissen
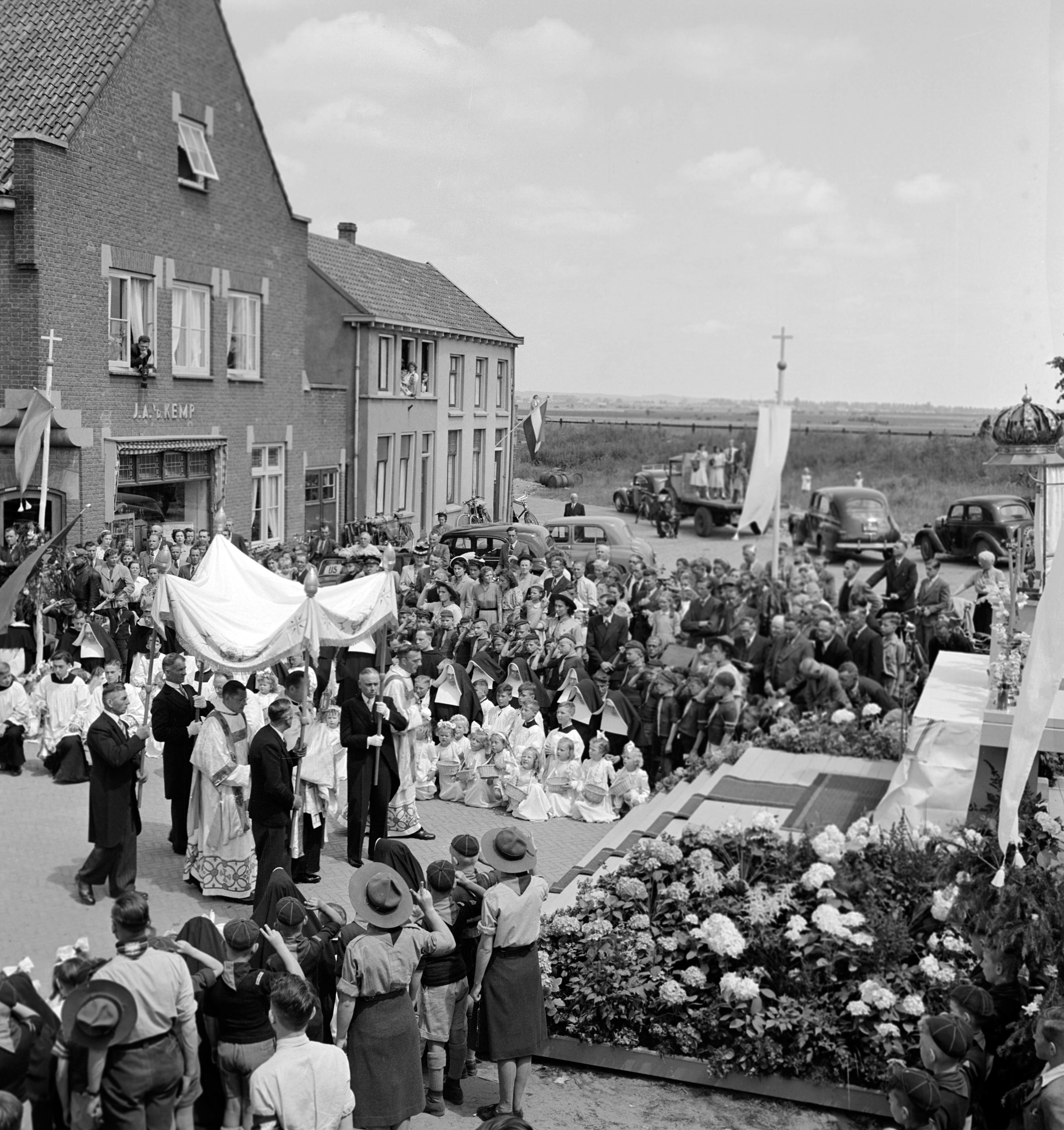
De Umdracht in 1950
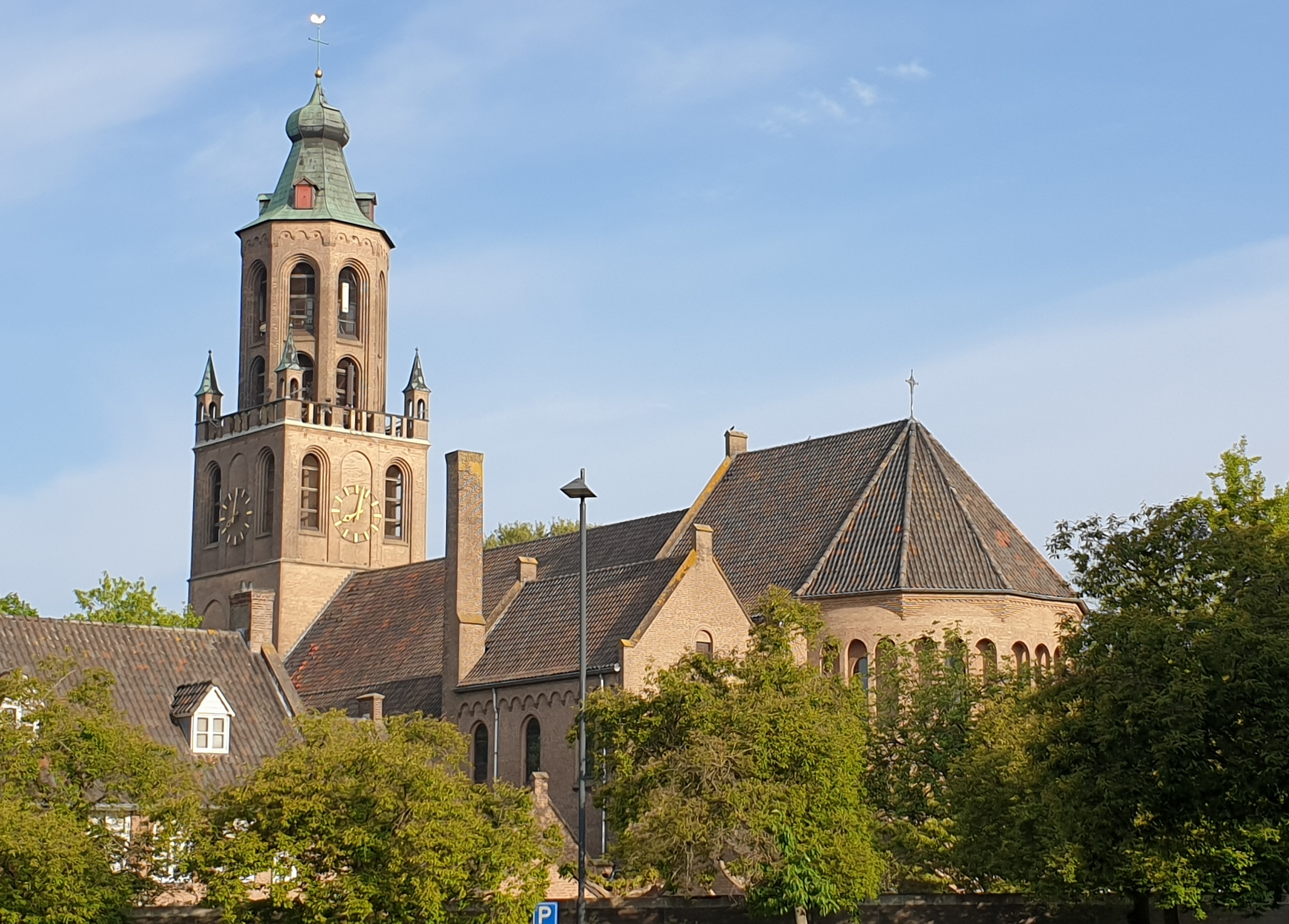
De O.L.V. ten Hemelopneming
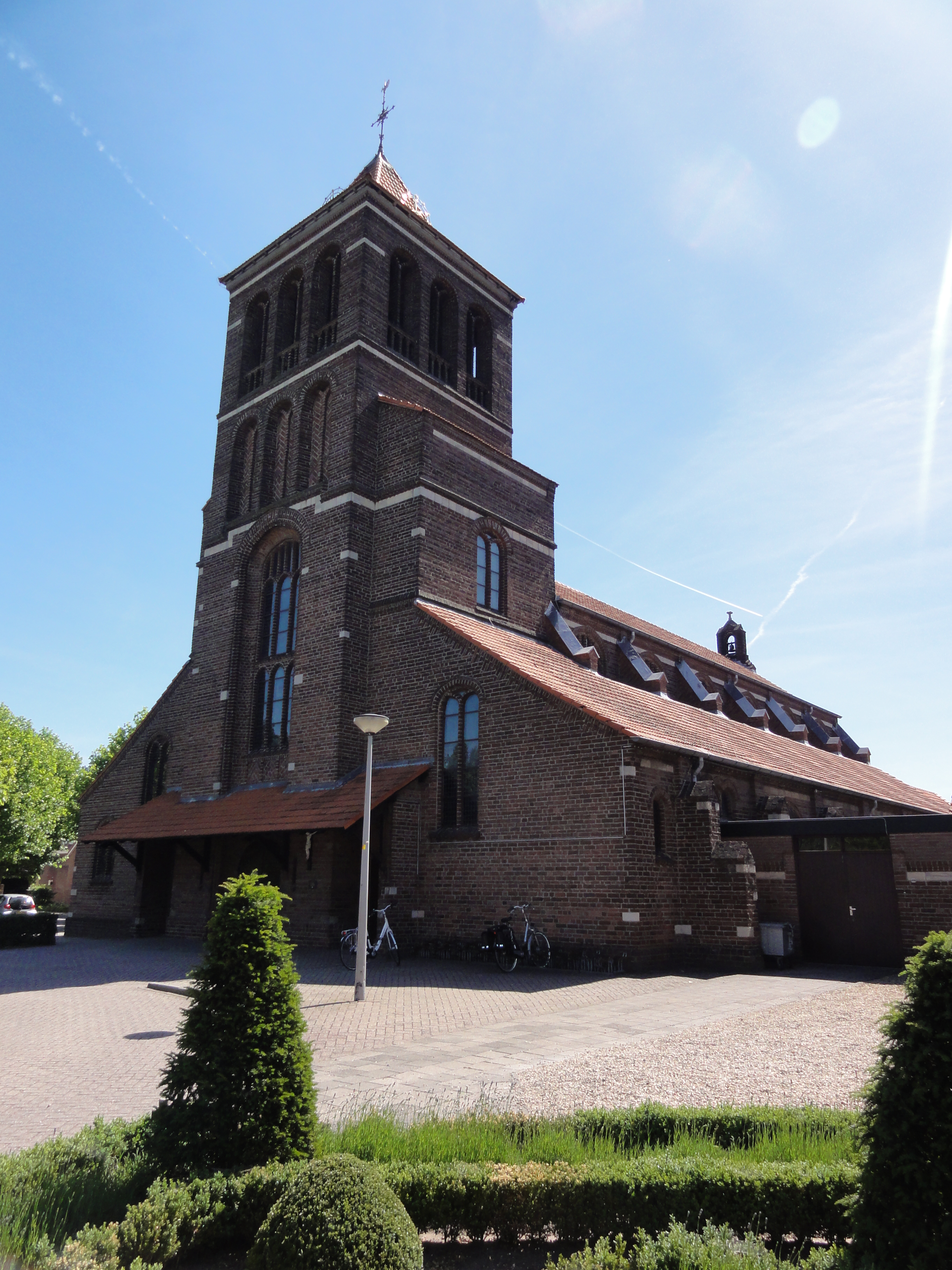
De Heilige Martelaren van Gorcum; nu bekend als de Zandse Kerk
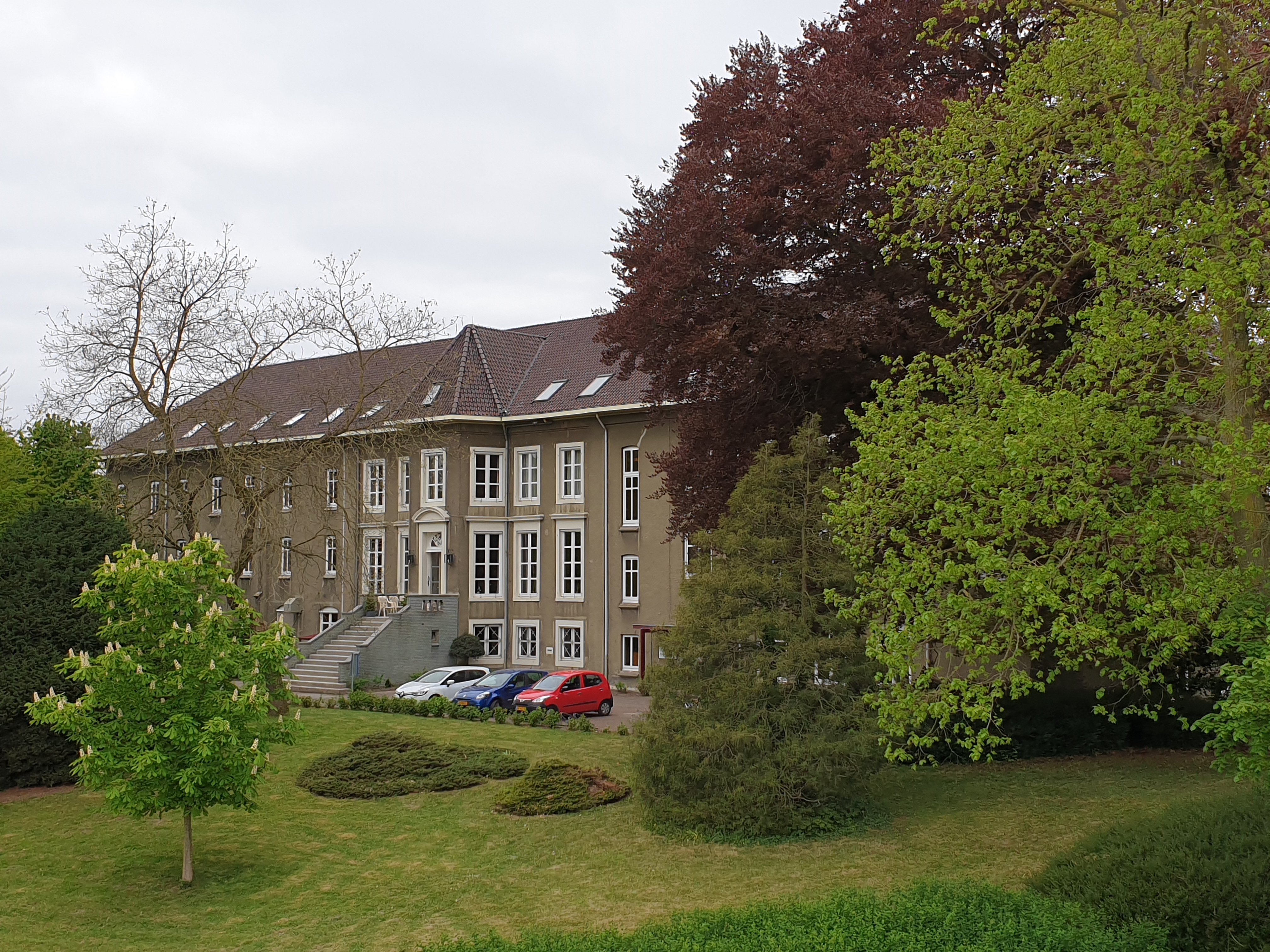
Het Dominicanenklooster Huissen
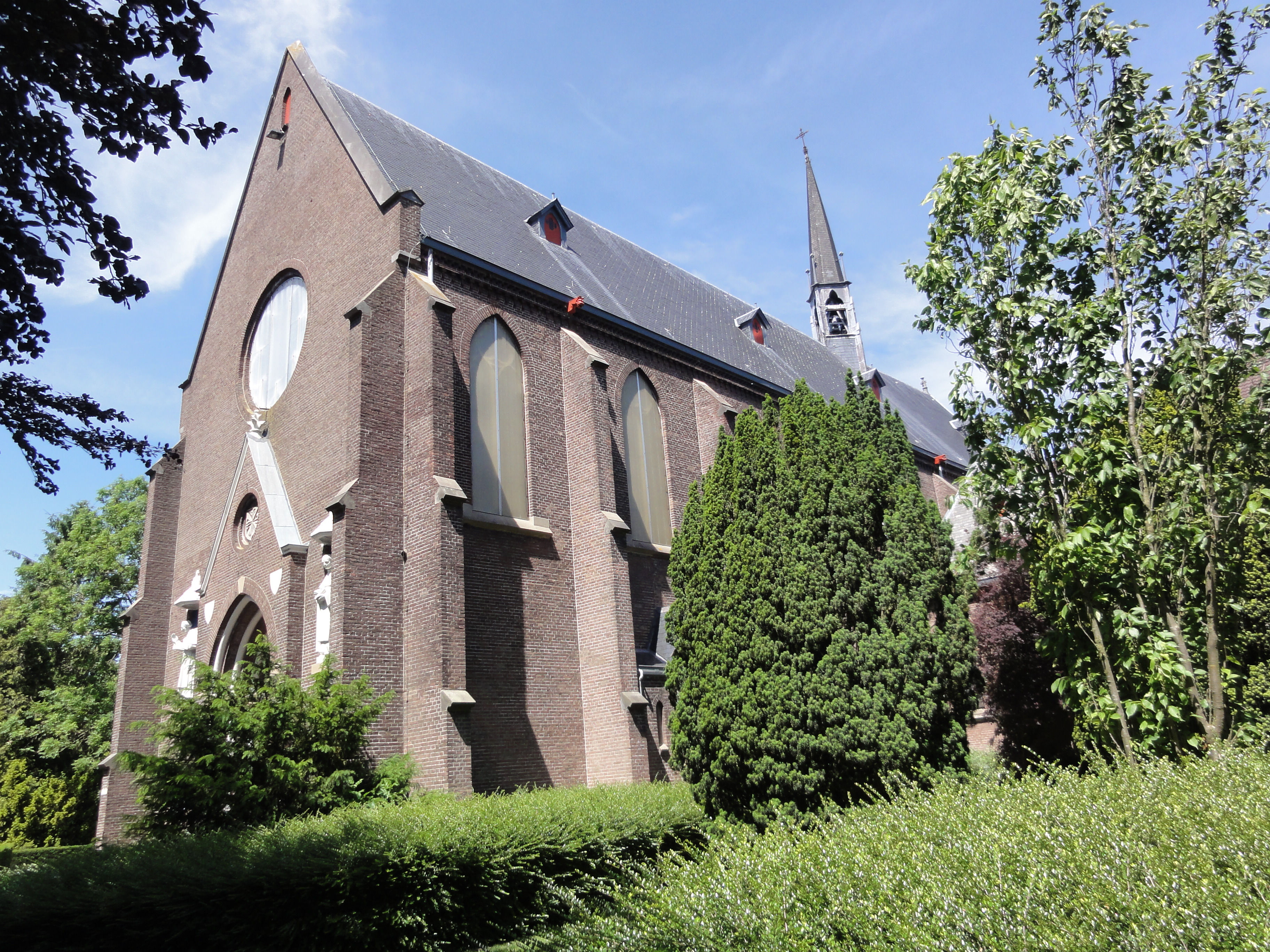
Kapel van het klooster
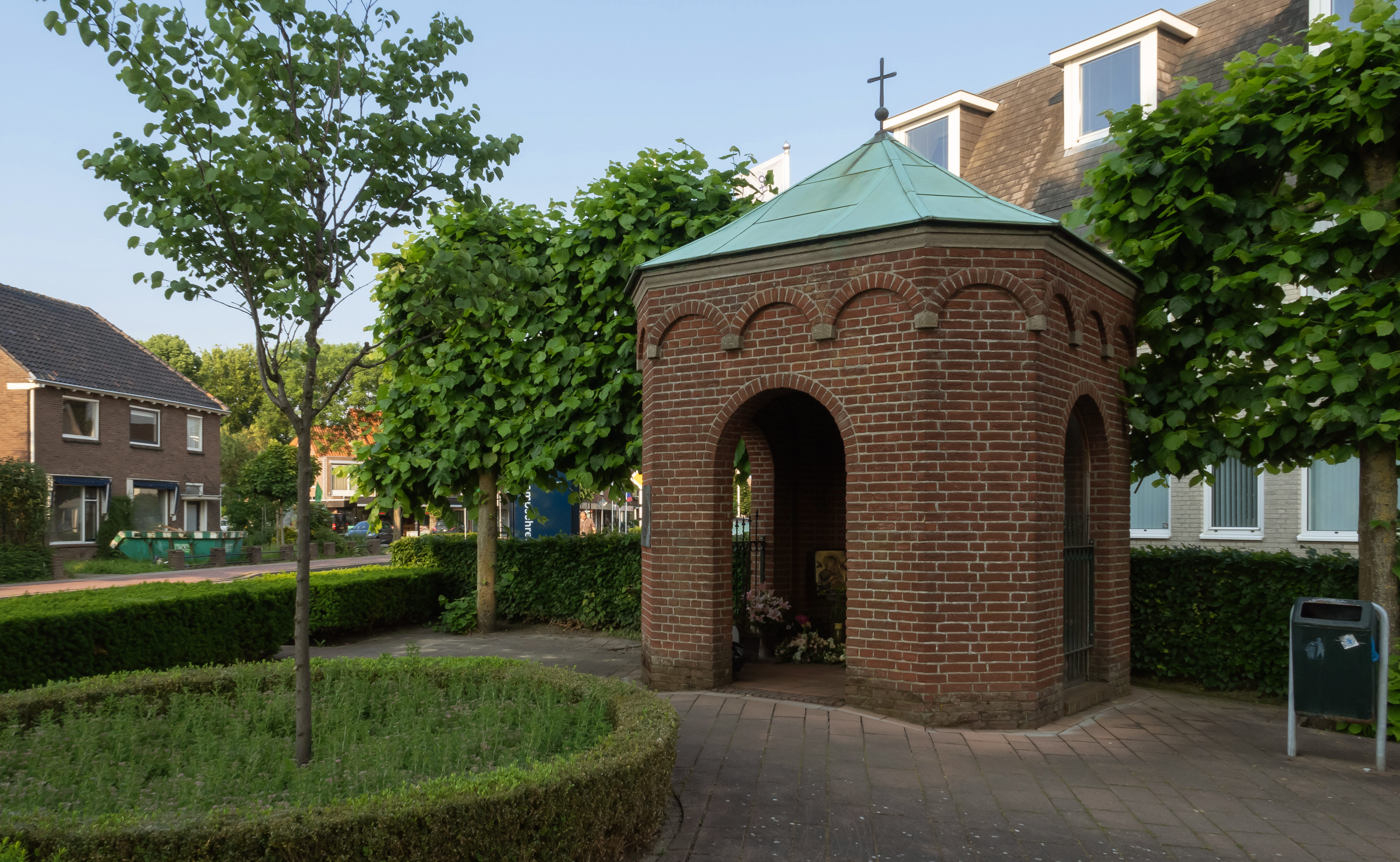
Mariakapel aan de Duisterestraat-Van Voorststraat
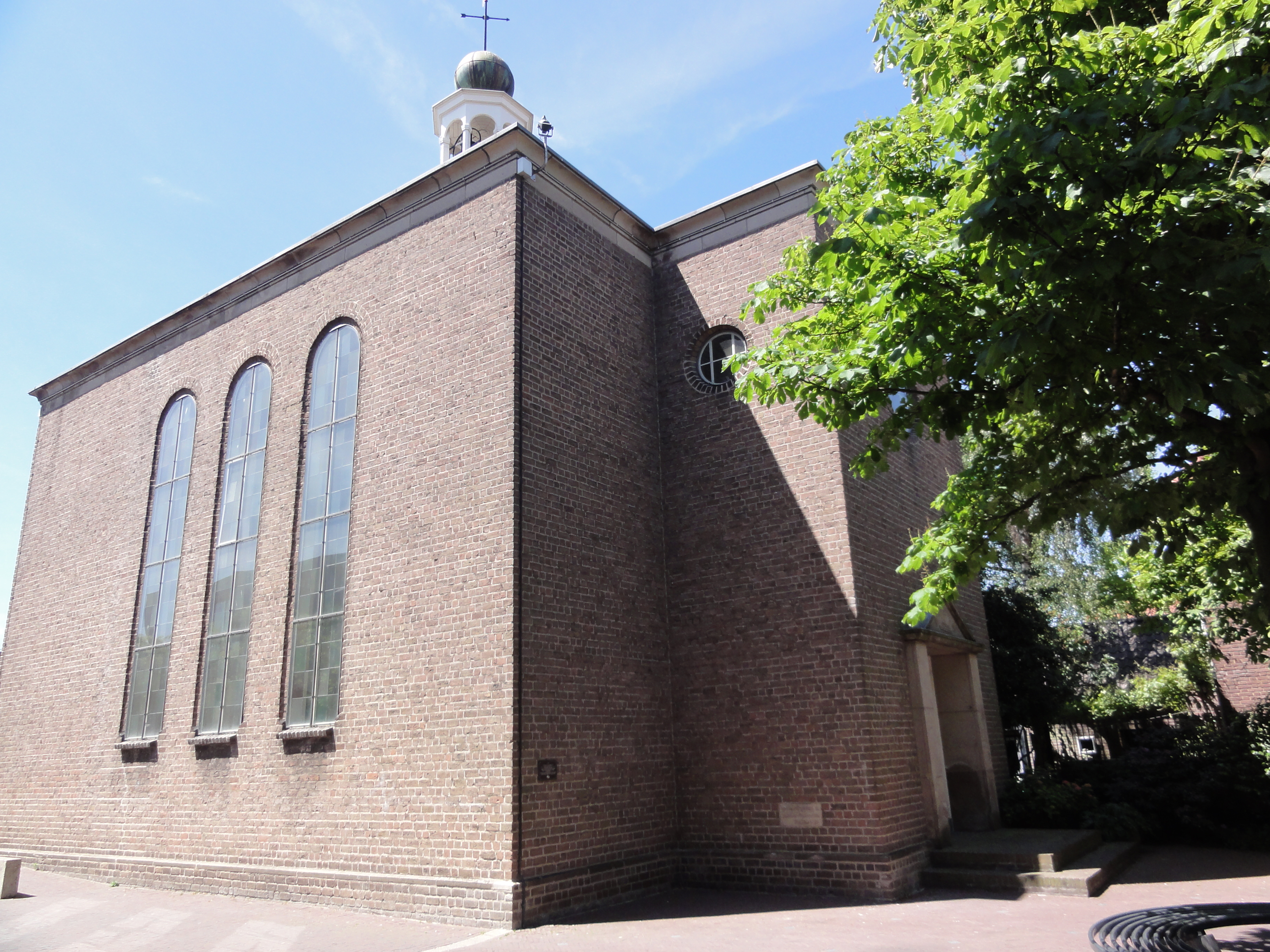
De Protestantse Kerk Huissen

## Cultuur en erfgoed
In Huissen wordt op veel manieren stilgestaan bij geschiedenis en erfgoed. Zo zijn er twee musea, het Stadsmuseum Hof van Hessen, een historisch museum verzorgd door de Historische Kring Huessen, en het Tuinbouwmuseum De Hofstèéj verzorgd door Stichting Mea Vota. Een groot aantal organisaties is op dat vlak actief, waaronder de Historische Kring Huessen met ruim 1000 leden en het eigen tijdschrift Mededelingen, de Gilden van Sint Gangulphus en Sint Laurentius binnen de stad Huissen, de Vrienden van Huissen (cultuur en dialect), Stichting Mea Vota, het Exoduscomité (herdenking van de evacuatie en het oorlogsgeweld in de Tweede Wereldoorlog), het Umdrachtcomité (de jaarlijkse processie), De Kraonige Zwaone (carnaval en dialect) en Stinase (stedelijke en nationale evenementen). Informatieborden, bijvoorbeeld bij de voormalige Arnhemse Poort en Vierakkerse Poort, maar ook bij oude panden, geven historische informatie. Ook wordt er op veel plekken aandacht besteed aan het oorlogsleed, bijvoorbeeld sinds 1947 bij het grafmonument bij het massagraf. Door het oorlogsgeweld zijn veel oude gebouwen in het centrum van Huissen, maar ook daarbuiten, verwoest. In het centrum zijn drie 16e-eeuwse panden aangemerkt als rijksmonument.

Musea
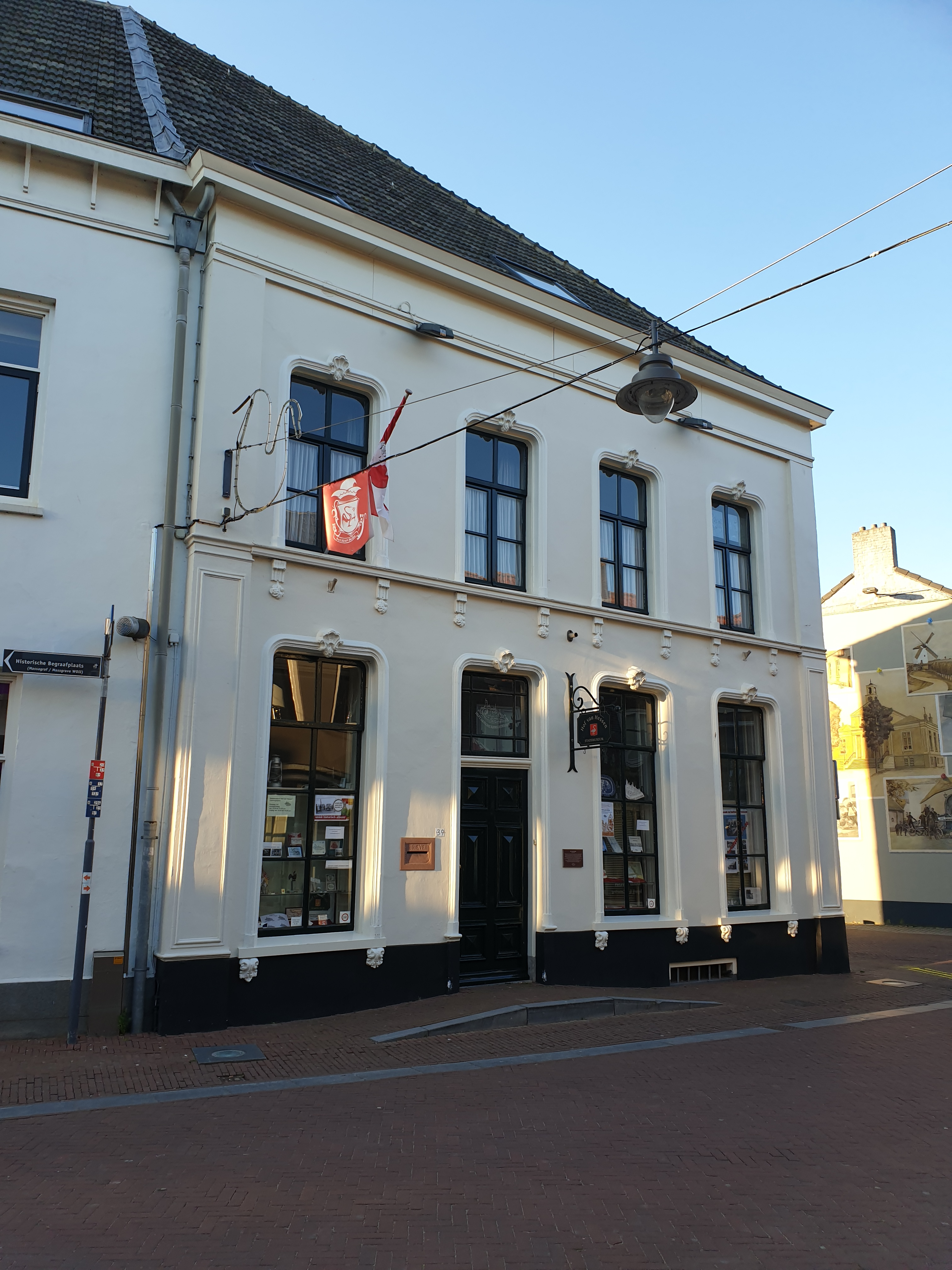
Stadsmuseum Hof van Hessen
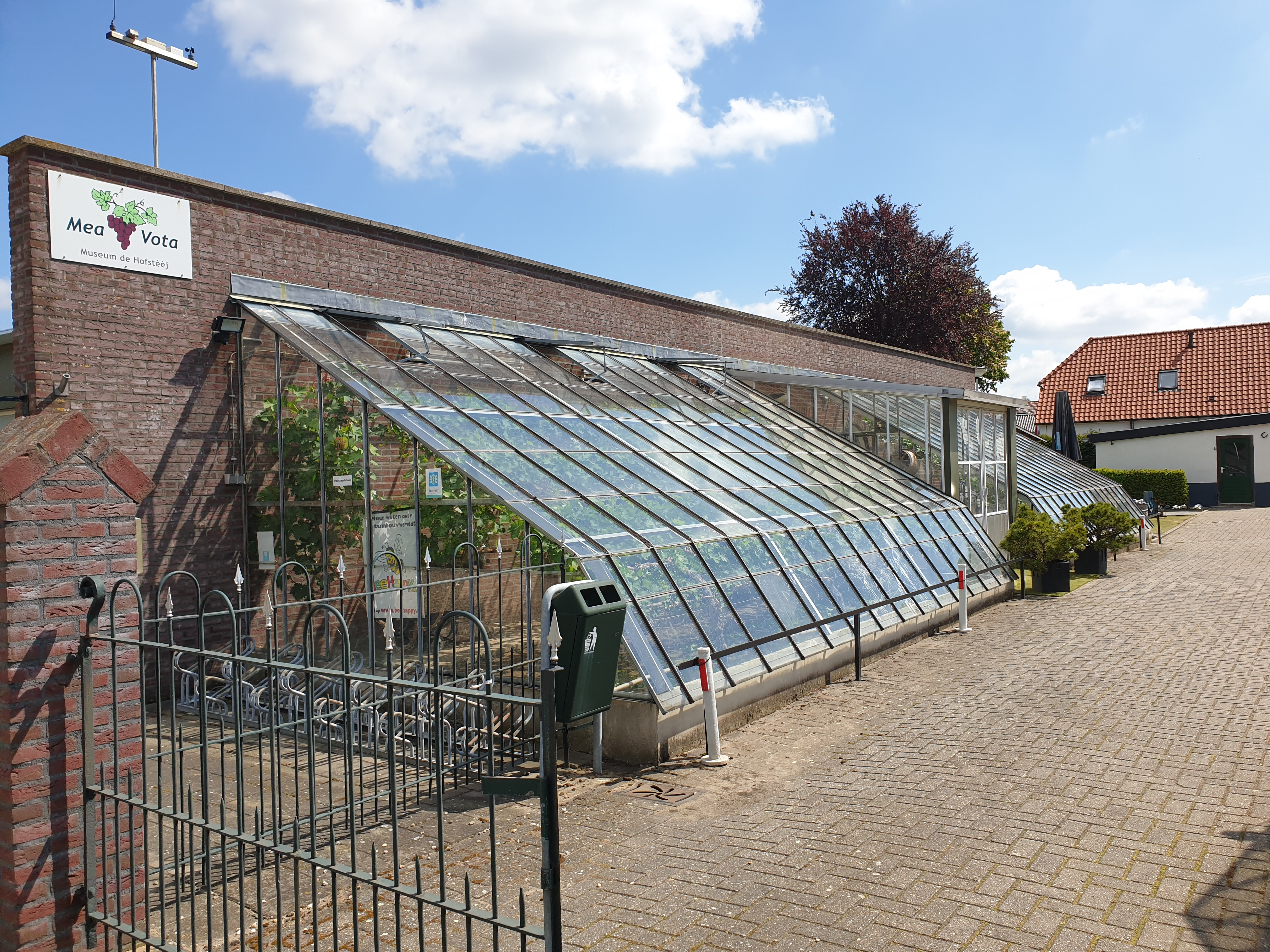
Tuinbouwmuseum Mea Vota

Monumenten
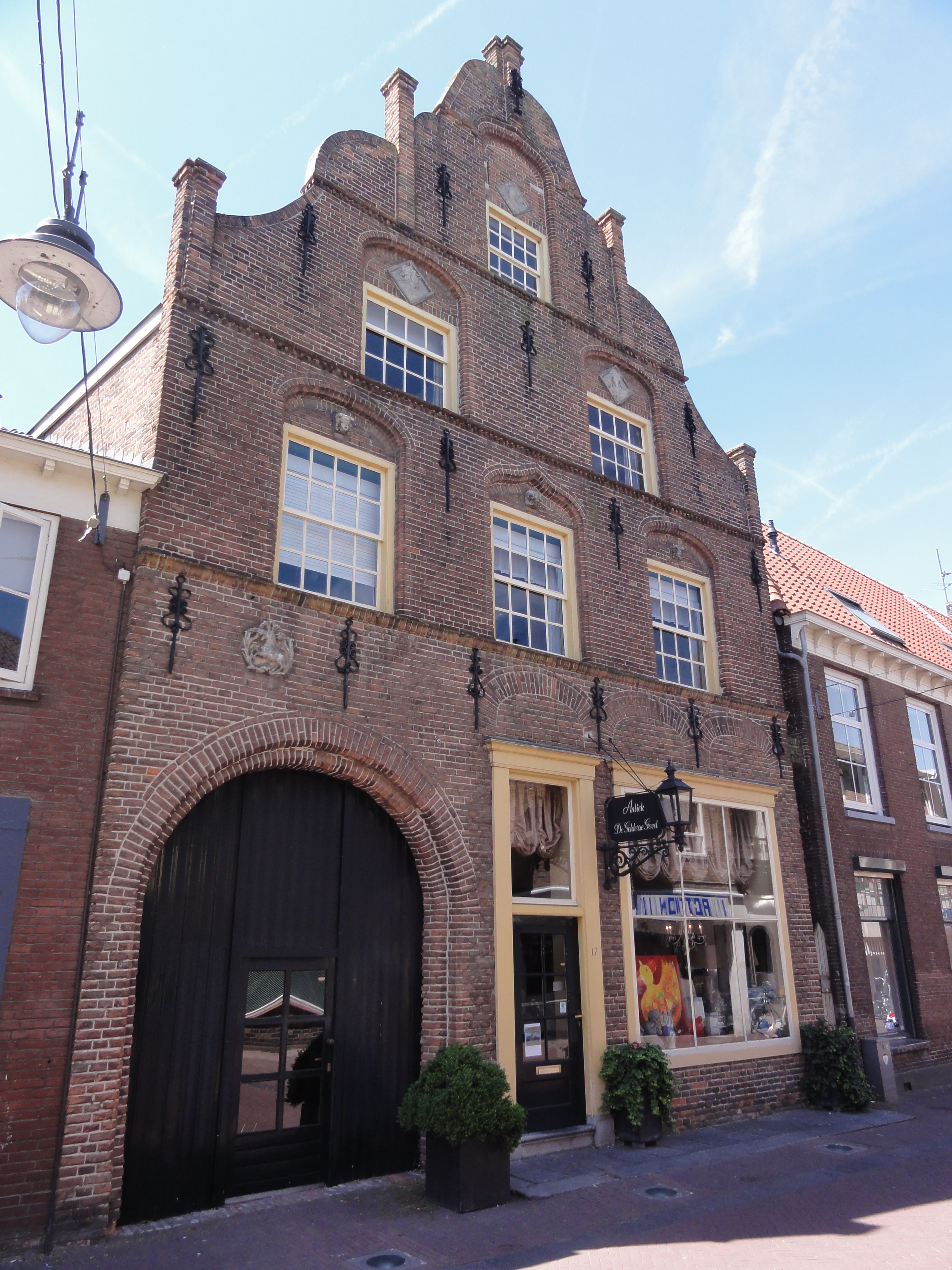
Rijksmonument aan de Langestraat uit de 16e eeuw
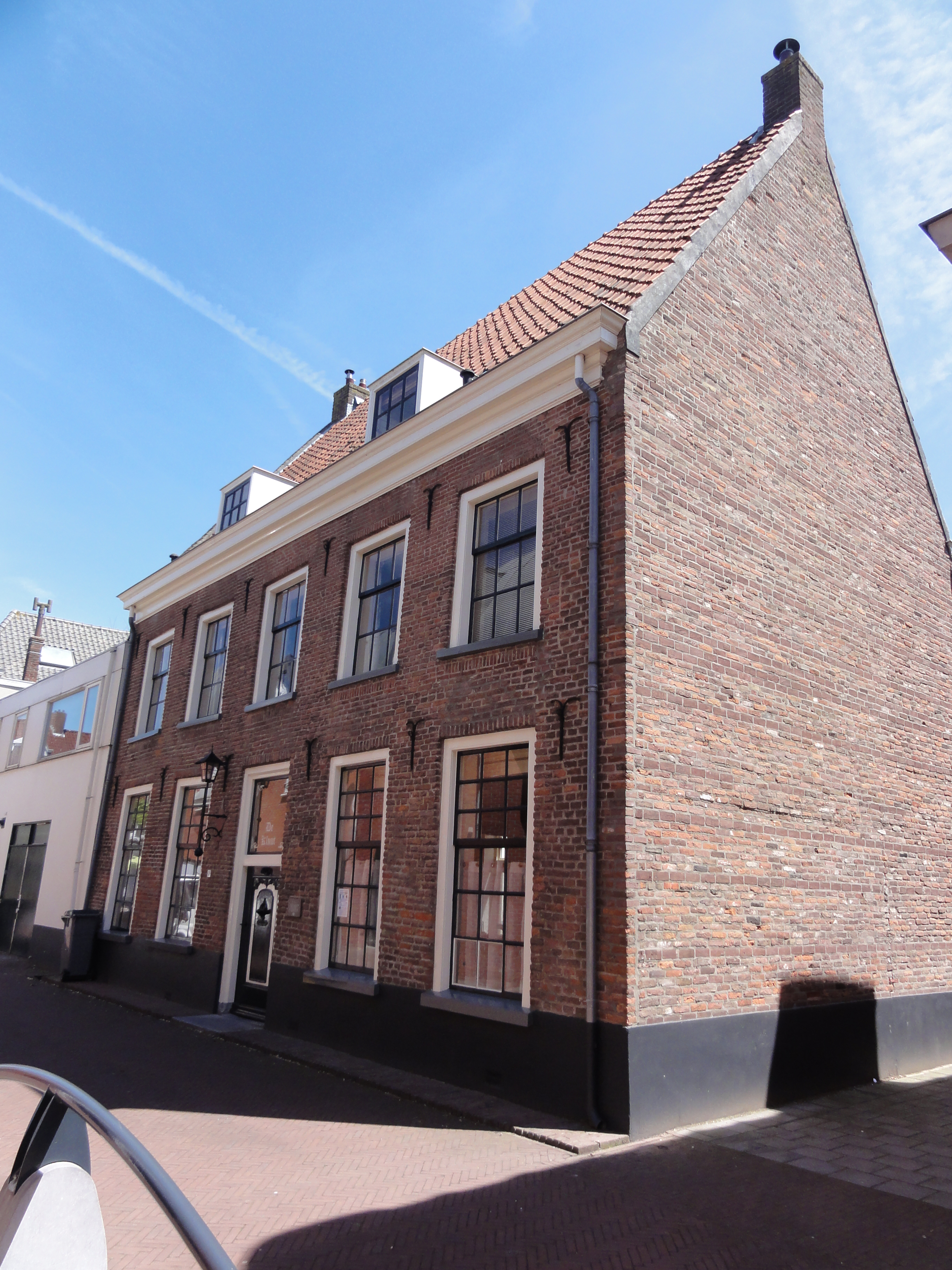
Rijksmonument aan de Korte Kerkstraat
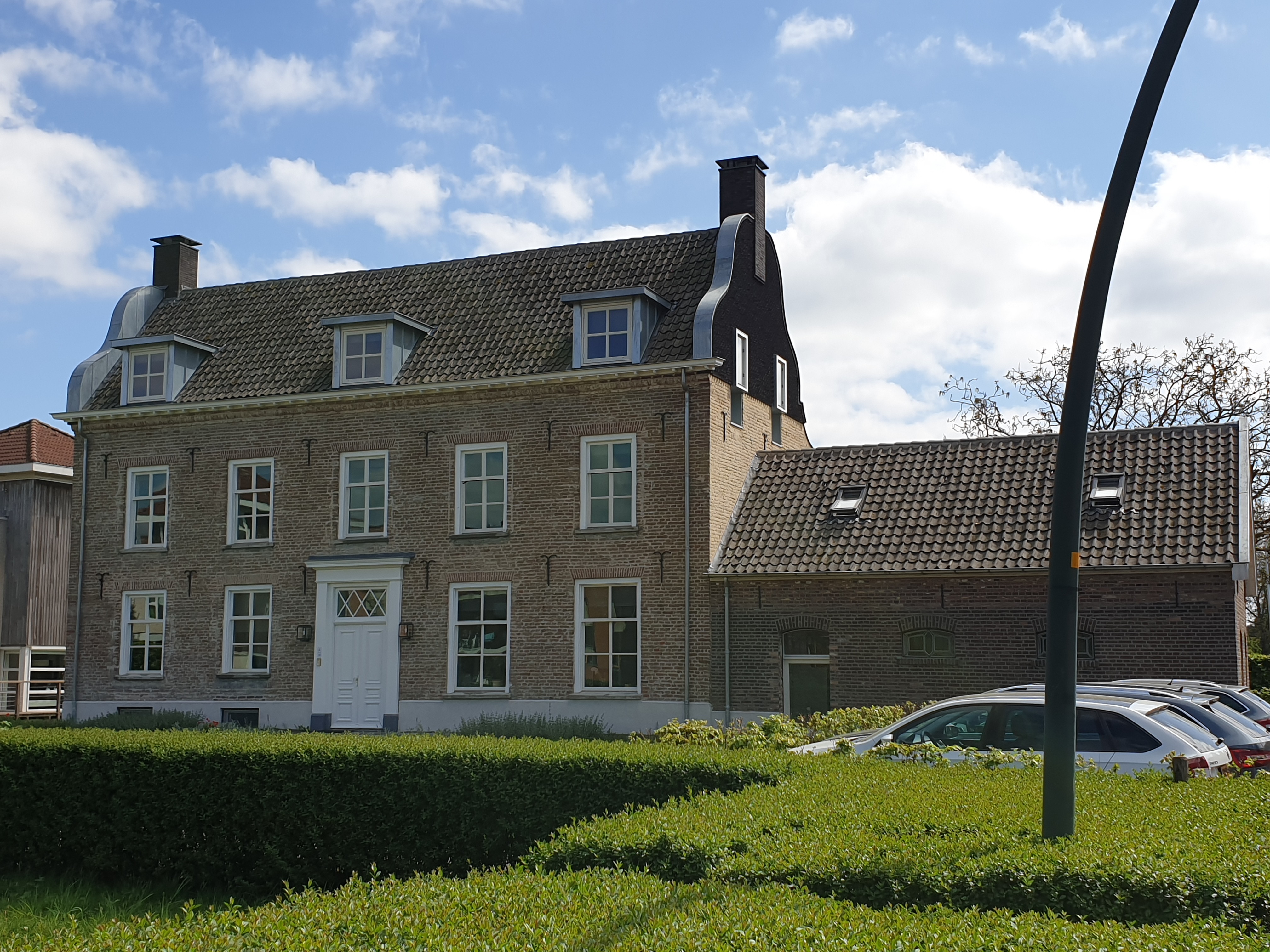
Huis Binnenveld, ook bekend als het Huissense spookhuis
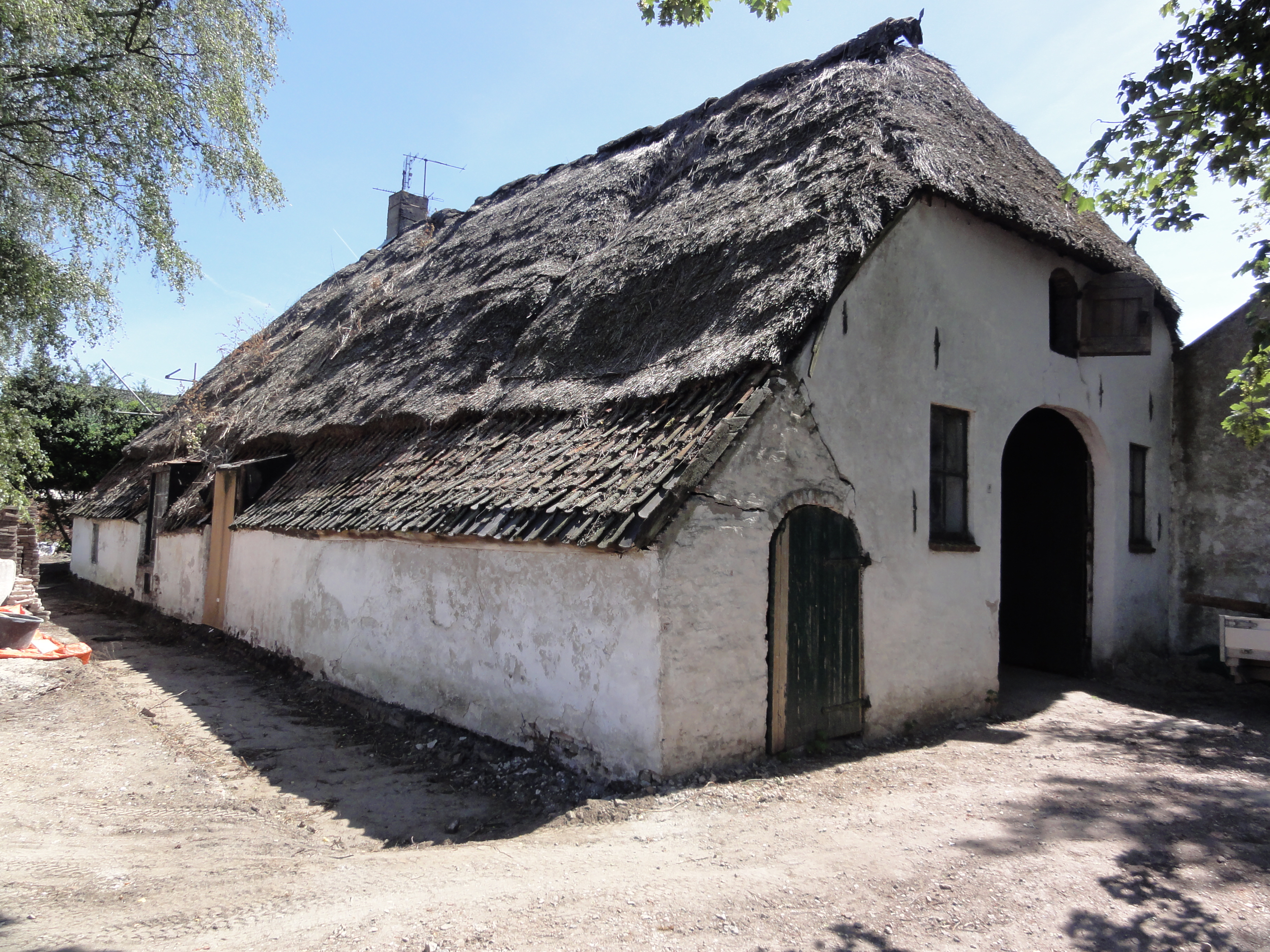
Oude krukhuisboerderij aan de Gochsestraat

Bibliotheek Gelderland Zuid heeft een vestiging in Huissen. Huissen kent daarnaast muziekverenigingen (de Stedelijke Muziekvereniging Huissen en 
Muziekvereniging Volharding Huissen), toneelverenigingen (Marjatta en Koperen Kees - Theater Kees), zangkoren en de scouting.
Tot het erfgoed behoort ook het Huissense variant van het Overbetuwse dialect. Dit dialect is een variant van het Zuid-Gelders, een Nederfrankisch dialect. Het wordt nog veel gesproken door de autochtone Huissense gemeenschap en kent veel lokale idioomvarianten. De grammatica, spelling en idioom zijn vastgelegd in een eigen woordenboek. Op veel panden zijn schilden aangebracht met uitdrukkingen in het dialect en een groot deel van het carnaval wordt in het dialect geuit.
De stad heeft een duidelijk zuidelijk karakter. Daarin spelen tradities, vaak met een katholieke achtergrond, een grote rol: zoals vastenaovond of carnaval in februari of maart, met daaraan voorafgaand de pronkzitting, het paasvuur met pasen, de umdracht begin juni (de sacramentsprocessie), het beleg en ontzet eind juni (de herdenking door het na te spelen als folkloristisch , het vogel- en koningschieten van de gilden (eind juni) met het vendelzwaaien en de Huissense kermis (september) met de daarbij behorende traditie van het vleiskeure op de donderdag daaraan voorafgaand.
Naast de oude tradities zijn er ook relatief nieuwe gebruiken ontstaan in Huissen. Voorbeelden hiervan zijn de Huissense Bloemenmarkt in mei, de Exodus Wandeltocht in juni, Back to the Music in juli, de Huissense Dag (braderie) met de daaraan voorafgaande Huissense Nacht in augustus, het festival Under The Milky Way begin september in de uiterwaarden, de herdenking van de bombardementen op Huissen (2 oktober) en Huissen bij Kaarslicht (kerstmarkt) in december. De nationale evenementen koningsdag, dodenherdenking en bevrijdingsdag vinden ook in Huissen plaats.

Beelden
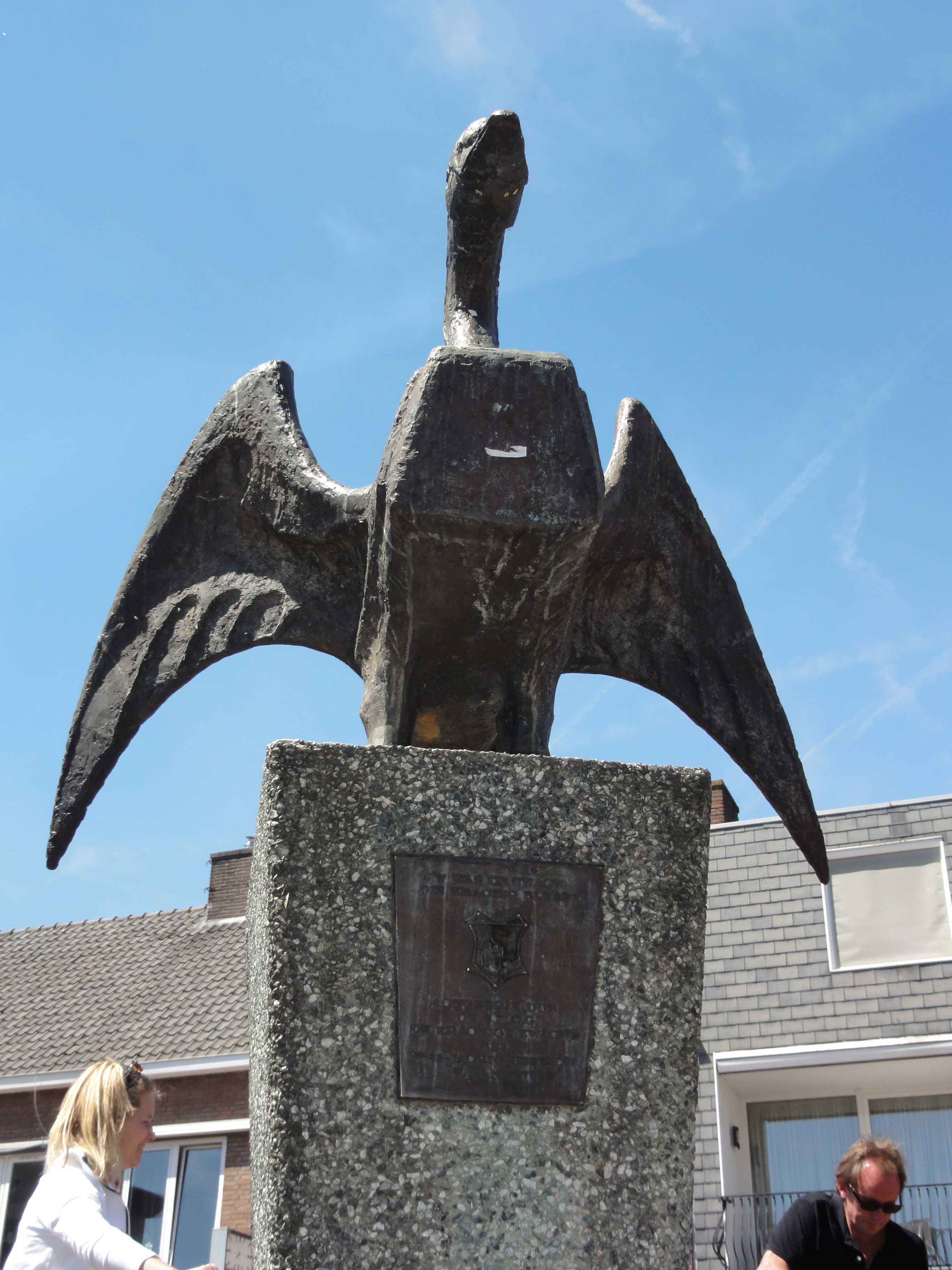
De Zwaan (sculptuur) op de Markt
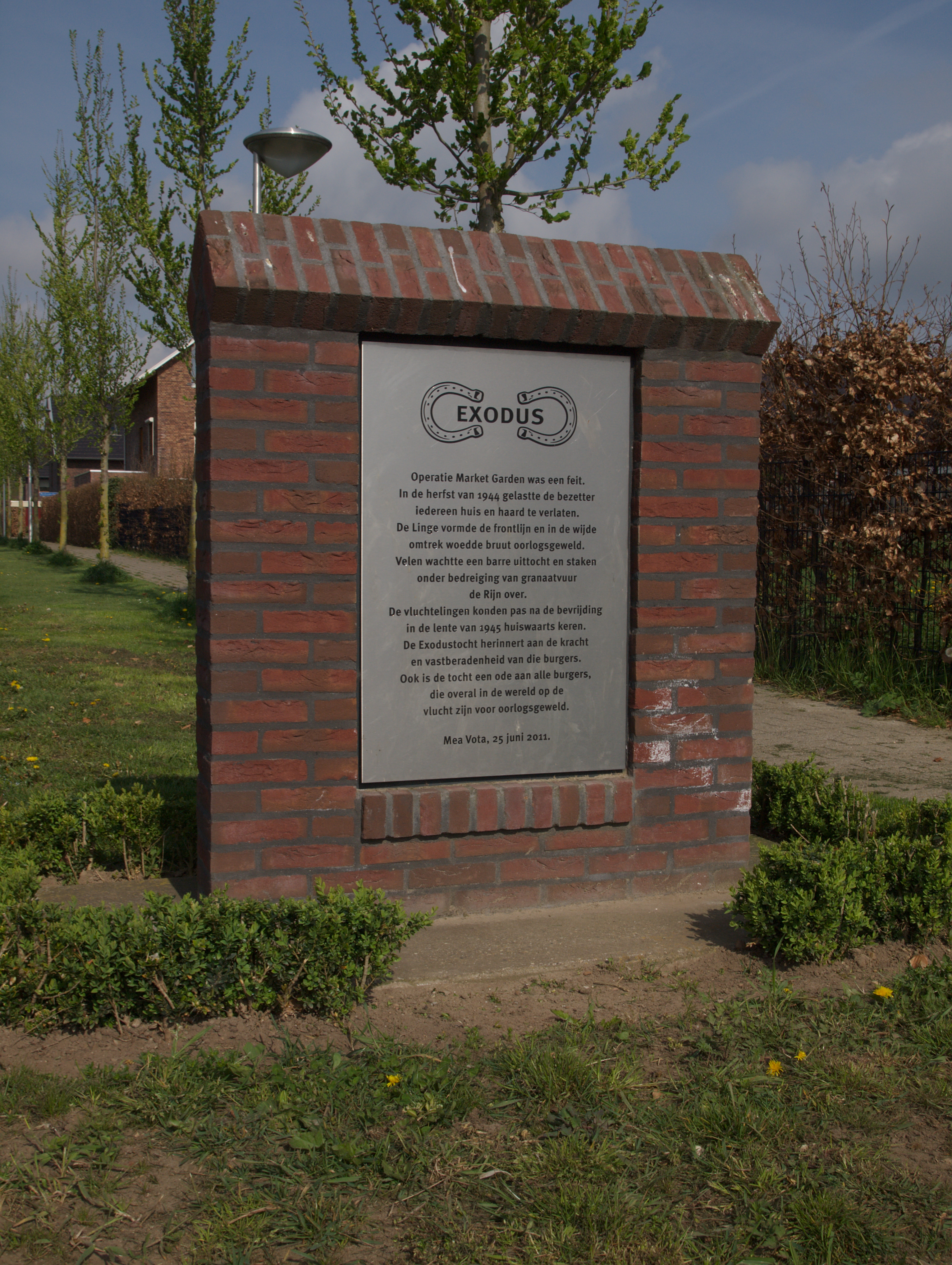
Exodusmonument aan de Bloemstraat; gedenkt de uittocht in 1944

Evenementen
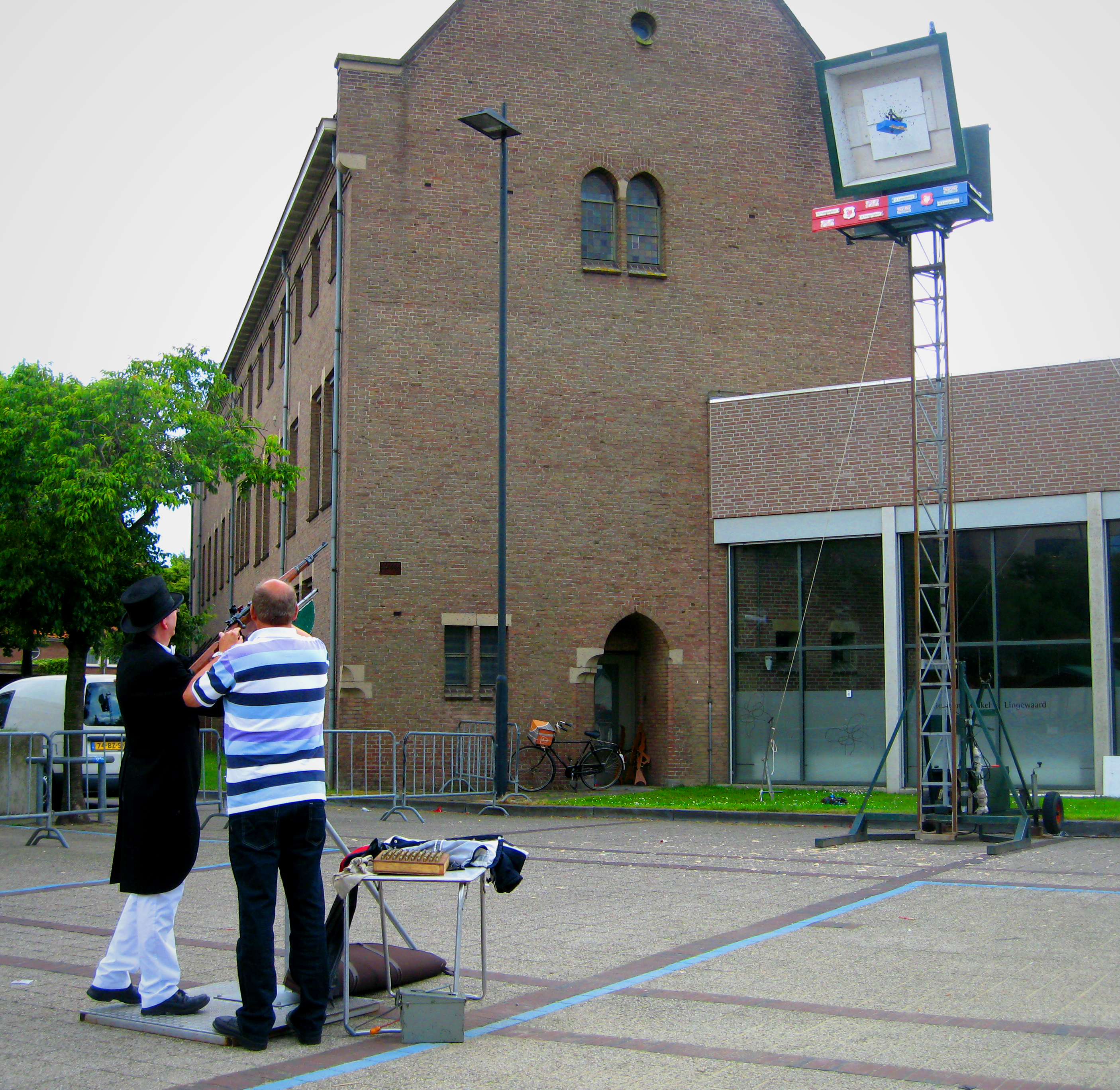
Het koningsschieten bij het St. Laurentiusgilde (een oude traditie)
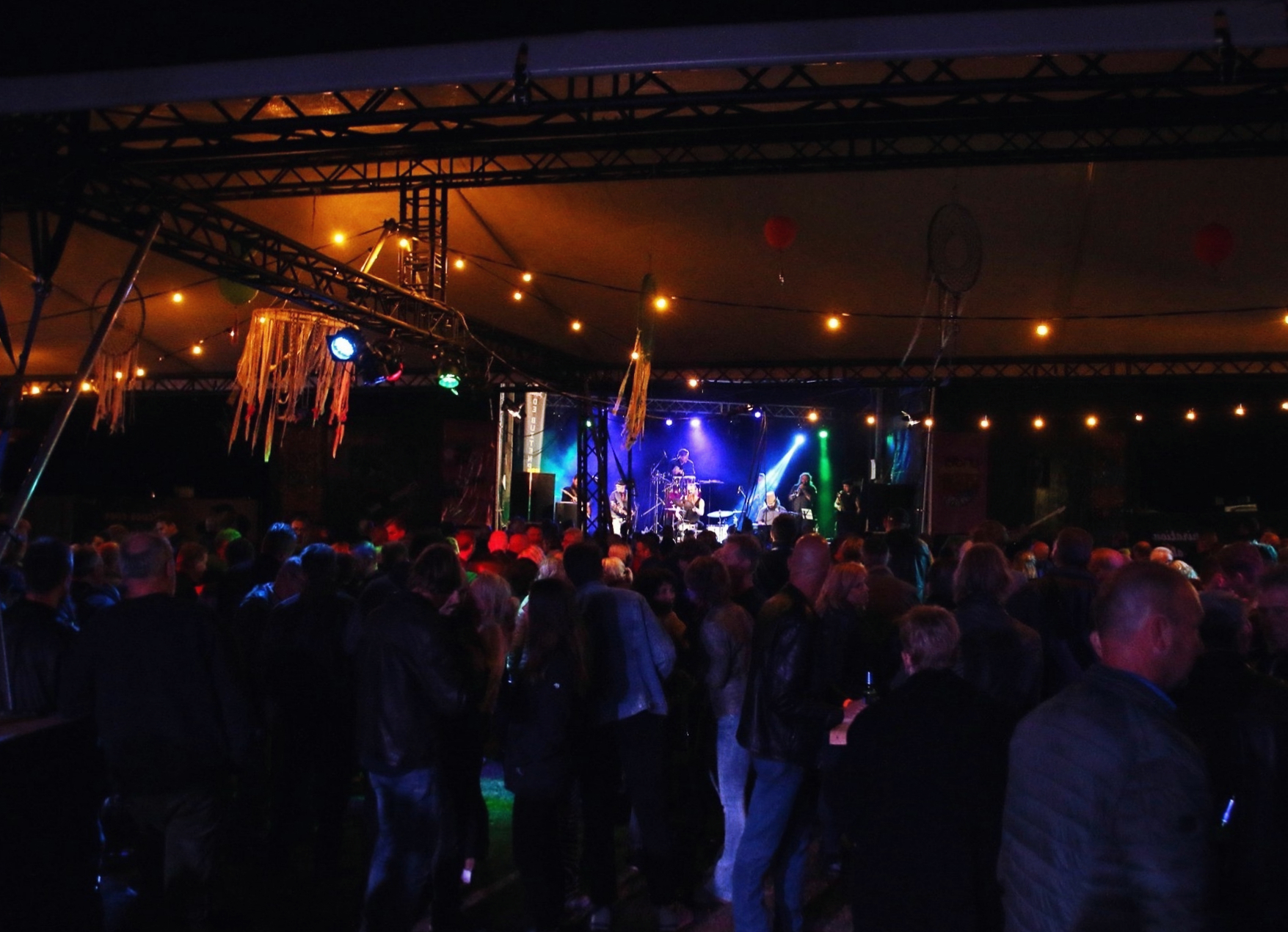
Festival Under The Milky Way; een jaarlijks muziekfestival in de uiterwaarden

## Sport
Huissen heeft twee voetbalverenigingen, te weten RKHVV op sportcomplex De Blauwenburcht en Jonge Kracht op sportcomplex Schalkshof, en een grote tennisvereniging, Tennisvereniging Huissen op complex Hazekamp. Damvereniging Huissen is toonaangevend in de damsport en is sinds haar oprichting in 1934 13 maal landskampioen geweest. Ook zitten er verschillende verenigingen gevestigd in Sporthal de Brink, onder andere HV Huissen (handbal) en Setash (volleybal).
Naast deze sporten zijn er in Huissen faciliteiten voor badminton, fitness, hardlopen, hengelsport, jeu de boules, judo, korfbal, kruisboogschieten, schaken, schietsport, tafeltennis, turnen, wandelsport en zwemmen.

## Verkeer en vervoer
De doorgaande weg door Huissen wordt van noord naar zuid gevormd door de Ir. Molsweg, de Stadswal en de Karstraat. De Ir. Molsweg is de ontsluiting richting Arnhem en de N325, de Karstraat (N839) de ontsluiting richting Bemmel en via de A15 naar Nijmegen. Verder is vanaf het begin van de Karstraat de Polseweg (N838) de ontsluiting naar Angeren, Gendt en Doornenburg, is er een veerverbinding vanaf de Looveerweg via Loo naar Duiven en kan via de Bergerdensestraat Elst bereikt worden.
Het openbaar vervoer in Huissen wordt verzorgd door Breng. Door Huissen rijden de onderstaande buslijnen.
- Lijn 33: Arnhem CS – Malburgen/Immerloo – Huissen – Angeren – Gendt – Haalderen – Bemmel – Lent – Nijmegen CS v.v.
- Lijn 72: Arnhem CS – Arnhem-Kronenburg – Huissen – Huissen Bergerden v.v.
- Lijn 300: Arnhem CS – Malburgen/Immerloo – Huissen – Bemmel – Nijmegen CS – Heijendaal v.v. (Breng Direct)

De routes van de lijnen 33 en 300 zijn zo ingedeeld dat ze vrijwel heel Huissen bedienen. Met deze lijnen heeft Huissen een goede openbaar vervoersverbinding met Nijmegen en Arnhem. Tussen Huissen en Arnhem-Zuid ligt een brede busbaan langs de Ir. Molsweg en een deel van de Oude Huissensedijk. Deze wordt door beide buslijnen gebruikt.

## Bekende personen
In de onderstaande opsommingen staan bekende personen die in Huissen zijn geboren of hebben gewoond.

### Geboren in Huissen

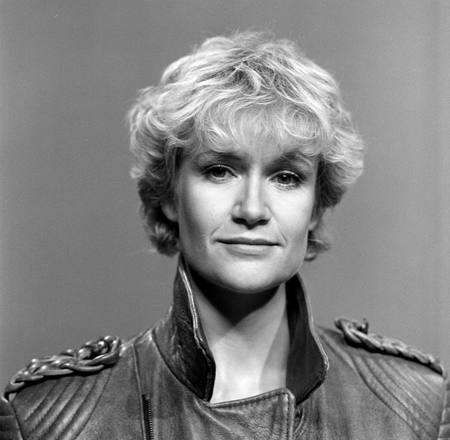
Hetty Heyting

- Hein Burgers (1834–1899), genreschilder
- Eduard van Voorst tot Voorst (1892–1972), politicus
- Wim van Oostrom (1933–2023), kunstschilder en beeldhouwer
- Hetty Heyting (1953), actrice, theatermaakster en schrijfster
- Nelly Kalfs (1961), burgemeester van Lingewaard
- Angélique Schmeinck (1964), (tv-)kok
- Gérard Jansen (1964), professioneel dammer
- Erwin van de Looi (1972), voetbaltrainer en voormalig voetballer
- Thomas van Aalten (1978), schrijver en journalist
- Renee de Vries (1985), voetbalster
- Puck Pomelien Busser (1991), actrice
- Lianne Holtermann (2001), atlete

### Woonachtig geweest in Huissen
- Mechteld van Gelre (1324–1384), hertogin-pretendente van het hertogdom Gelre
- Johannes van Neercassel (1625–1626), apostolisch vicaris van de Hollandse Zending
- Roelof Hendrik Graadt Jonckers (1805–1866), predikant in Huissen (vanaf 1830 tot aan zijn overlijden) en schrijver
- Arthur Eduard Joseph van Voorst tot Voorst (1858–1928), burgemeester 1887–1893, daarna commissaris van de koningin in Noord-Brabant
- Emile Ratelband (1949), ondernemer
- Johan Vlemmix (1959), zanger
- Karst Tates (1971–2009), aanslagpleger
- Daan Huisman (2002), profvoetballer
- Bas Huisman (2005), profvoetballer